# Pronolagus
Pronolagus es un género de mamíferos lagomorfos de la familia Leporidae que incluye tres especies de liebres, conocidas como liebres de las rocas debido a los terrenos rocosos en los que habitan. Se distribuyen por el sur y centro de África. Estas especies poseen rasgos físicos y comportamentales anteriores a los de otras liebres desde el punto de vista evolutivo y a menudo son consideradas como conejos.

## Especies
- Pronolagus crassicaudatus
- Pronolagus radensis
- Pronolagus rupestris